# 지리 BL
지리 BL(영어: Geely BL)은 지리 자동차에서 2003년부터 2006년까지 생산했던 쿠페 차종이다. 경쟁차종으로는 대우자동차(한국GM의 전신)의 라노스 로미오가 존재한다.

## 세부정보
차명인 지리 BL의 BL은 'Beauty Leopard'의 약자이다.